# Гаско, Мечислав Эдмундович
Мечислав Эдмундович Гаско (27 января 1907, Луцк — 5 ноября 1996, Киев) — советский украинский поэт, литературовед.

## Биография
Родился в 1907 году в Луцке на Волыни в многодетной бедной семье лавочника.
С раннего детства был связан с коммунистами — уже в 10 лет в время Революции 1917 года участвовал в демонстрациях.
В 1919 году, в возрасте 12 лет, учитывая тяжёлое материальное положение семьи, был вынужден пойти работать в типографию в Луцке.
В начале 1920-х годов, когда Волынь оказалась под властью шляхетской Польши, принимал участие в революционном подполье — в 1922 году 15-летний парень создаёт коммунистический кружок в Луцке, в 1924 произошел провал организации, был арестован польскими властями, полгода провёл в луцкой тюрьме, был подвергнут пыткам. Выйдя из тюрьмы, чтобы избежать преследований, тайно эмигрировал на Советскую Украину.
Вначале жил в Одессе, где вступил в литературную группу «Гарт». Поступил в Харьковский институт народного хозяйства, который окончил в 1929 году.
В 1929 году вступил в ВКП(б), в 1930—1934 годах — аспирант Института красной профессуры при ВУЦИК.
Одновременно с учёбой занимался литературной деятельностью, принадлежал к литературной организации «Западная Украина».
Летом 1933 года арестован, обвинён в принадлежности к контрреволюционной писательской организации «Западная Украина», 31 мая 1934 приговорён к трём годам лишения свободы, срок отбывал на Печоре (в 1956 году был полностью реабилитирован).
Участник Великой Отечественной войны с июня 1941 года, принимал участие в обороне Киева, в октябре 1941 года в бою под Кременчугом на Юго-Западном фронте попал в окружение и в плен. В начале 1943 года совершил побег из плена, перешёл линию фронта, был зачислен в стройбат, в мае 1943 года из-за тяжелой болезни демобилизован. 
Награждён медалями «За оборону Киева», «За победу над Германией», орденом Отечественной войны II степени (1985).
После войны вернулся к прерванной литературной работе.
Умер в 1996 году в Киеве.

## Творчество
Печатался с 1926 года, публиковал стихи, отрывки из поэм: «Авиа-марш», «Западной Украине», «На границе», «На прорыв», «Песня о шестерых расстрелянных в Польше», статьи и рецензии.
В 1930-е годы вышли сборники его стихов «Вдоль границы» (1930), «Шлю вам свой привет», «Над аэродромом» (1931).
Пережитому на войне посвящены поэма «Когда поёт сазандар» и некоторые стихи.
После войны вышли сборники «Стихи» (1958) и «Звенья жизни» (1967).
Автор литературно-критических очерков и монографий: «О чем рассказывают рисунки Тараса Шевченко» (1970), «В круге Шевченко и Гоголевнх друзей» (1980), «Поиски и находки» (1990) и других, в которых исследовал малоизвестные страницы жизни и творчества Тараса Шевченко и Николая Гоголя.